# 雅松·奥斯博尔内
雅松·奥斯博尔内（德語：Jason Osborne，1994年3月20日—），德国男子赛艇运动员。他曾代表德国参加2016年和2020年夏季奥林匹克运动会赛艇比赛，其中2020年奥运会获得一枚银牌。